# ライヴ!!（17-11-70）
『エルトン・ジョン・ライヴ!!』（17-11-70）は、1971年に発表されたエルトン・ジョンのライブ・アルバム。

## 解説
1970年11月17日、ニューヨークでラジオ放送のため公開録音されたライブの模様を収めたアルバム。ベースのディー・マレイ、ドラムのナイジェル・オルソンとの3人構成ながら、迫力のある荒々しいステージの模様が聞ける。
ローリング・ストーンズ、ビートルズ、プレスリーのナンバーもカバーしている。
なお、「17-11-70」の表記は英国版に準ずる。慣習の違いから米国では「11-17-70」表記である。
1995年のリマスター盤からは一曲追加され曲順も変更された。
また、完全収録版が2017年12月17日にアナログ盤2枚組で限定発売されている。

## 収録曲
1. パイロットにつれていって　- Take Me to the Pilot
2. ホンキー・トンク・ウィメン - Honky Tonk Women
3. 60才のとき - Sixty Years On
4. キャン・アイ・プット・ユー・オン - Can I Put You On
5. 悪い月 - Bad Side of the Moon
6. メドレー - Medley
  - 布教本部を焼き落とせ - Burn Down the Mission
  - マイ・ベイビー・レフト・ミー - My Baby Left Me
  - ゲット・バック - Get Back

### 1995年リマスター盤
1. 悪い月 - Bad Side Of The Moon
2. 過ぎし日のアモリーナ - Amoreena
3. パイロットにつれていって - Take Me to the Pilot
4. 60才のとき - Sixty Years On
5. ホンキー・トンク・ウィメン - Honky Tonk Women
6. キャン・アイ・プット・ユー・オン - Can I Put You On
7. メドレー - Medley 
  - 布教本部を焼き落とせ - Burn Down the Mission
  - マイ・ベイビー・レフト・ミー - My Baby Left Me
  - ゲット・バック - Get Back

### 2017年2枚組アナログ限定盤
- Disc-1
  - A-side

1. パイロットにつれていって - Take Me to the Pilot
2. ホンキー・トンク・ウィメン - Honky Tonk Women
3. 60才のとき - Sixty Years On
4. キャン・アイ・プット・ユー・オン - Can I Put You On

- - B-side

1. 悪い月 - Bad Side Of The Moon
2. メドレー - Medley 
  - 布教本部を焼き落とせ - Burn Down the Mission
  - マイ・ベイビー・レフト・ミー - My Baby Left Me
  - ゲット・バック - Get Back

- Disc-2
  - A-side

1. 黄昏のインディアン - Indian Sunset
2. 過ぎし日のアモリーナ - Amoreena
3. 僕の歌は君の歌 - Your Song

- - B-side

1. 故郷は心の慰め - Country Comfort
2. 君は護りの天使 - I Need You To Turn To
3. 人生の壁 - Border Song
4. 父の銃 - My Father's Gun

### セットリスト
1. 君は護りの天使 - I Need You To Turn To
2. 僕の歌は君の歌 - Your Song
3. 悪い月 - Bad Side Of The Moon
4. 故郷は心の慰め - Country Comfort
5. キャン・アイ・プット・ユー・オン - Can I Put You On
6. 人生の壁 - Border Song
7. 60才のとき - Sixty Years On
8. 黄昏のインディアン - Indian Sunset
9. ホンキー・トンク・ウィメン - Honky Tonk Women
10. 過ぎし日のアモリーナ - Amoreena
11. パイロットにつれていって - Take Me to the Pilot
12. メドレー - Medley 
  - 布教本部を焼き落とせ - Burn Down the Mission
  - マイ・ベイビー・レフト・ミー - My Baby Left Me
  - ゲット・バック - Get Back
13. 父の銃 - My Father's Gun

- カバー曲作者「ホンキー・トンク・ウィメン」：ミック・ジャガー、「ゲット・バック」：ポール・マッカートニー、「マイ・ベイビー・レフト・ミー」：アーサー・クラダップ

## プレイヤー
- エルトン・ジョン - ピアノ、ボーカル
- ディー・マレイ - ベース、コーラス
- ナイジェル・オルソン - ドラム、コーラス

## 製作
- ガス・ダッジョン - プロデューサー
- スティーヴ・ブラウン - 共同プロデューサー
- ジョー・ディサバト - ラジオ・コンサート指揮
- デヴィッド・ラーカム - ジャケット・デザイン & 写真
- デヴィッド・ヘンツェル - ロンドン・ミックス・エンジニア
- フィル・ラモーン - ニューヨーク・レコーディング・エンジニア